# Anthemis rigida
Die Steife Hundskamille (Anthemis rigida) ist eine Pflanzenart aus der Gattung der Hundskamillen (Anthemis) in der Familie der Korbblütler (Asteraceae).

## Merkmale

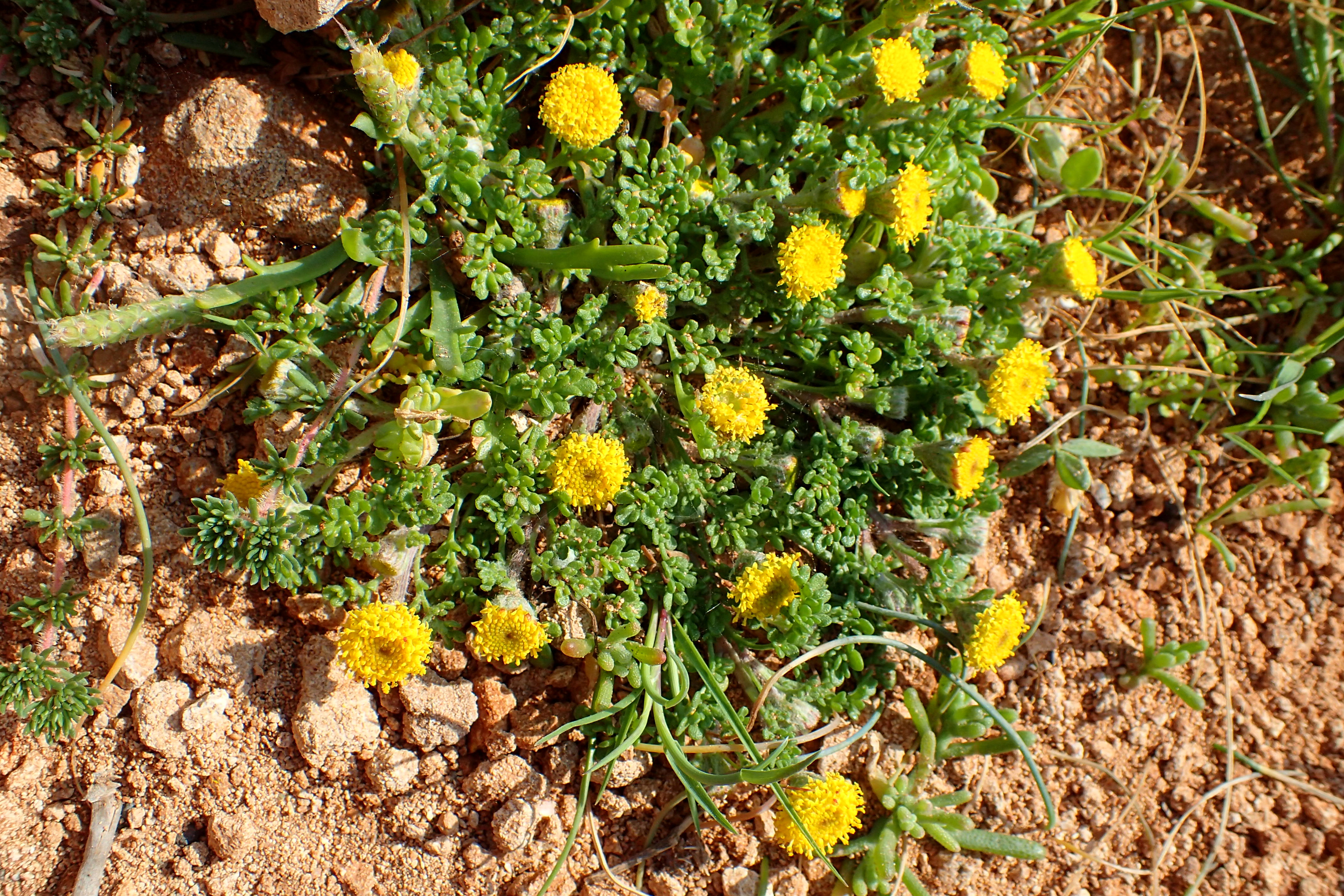
Steife Hundskamille (Anthemis rigida)

Anthemis rigida ist ein einjähriger Schaft-Therophyt, der Wuchshöhen von 3 bis 15 Zentimeter erreicht. Die meist zahlreichen Stängel sind dick und werden steif. Die Blätter sind ein- bis zweifach fiederschnittig mit lanzettlichen, linealisch-spatelförmigen Abschnitten, die spitz oder stumpf enden. Die Köpfchenstiele sind verdickt und oft gebogen. Die Zungenblüten fehlen oder sind unfruchtbar. Die Spreublätter sind lanzettlich bis verkehrteiförmig-keilförmig und häutig. Die Hülle ist zylindrisch bis verkehrteiförmig. Die Hüllblätter sind alle spitz und haben keinen oder nur einen sehr schmalen Hautrand. Wenn die Pflanze fruchtet sind die Köpfchenstiele verdickt und zurückgebogen.
Die Blütezeit reicht von Februar bis Mai.
Die Chromosomenzahl beträgt 2n = 18.

## Vorkommen
Anthemis rigida kommt im nordöstlichen Mittelmeerraum vor. Ihr Verbreitungsgebiet umfasst Sizilien, Griechenland, die Ägäis mit Kreta, die Türkei und Zypern. Die Art wächst auf Sand- und Felsküsten, Igelpolsterheiden, Pionierstandorten und Dolinen.

## Systematik
Es können drei Unterarten unterschieden werden:
- Anthemis rigida subsp. ammanthiformis (Greuter & Rech. f.) Greuter: Sie kommt nur in Griechenland vor.[4]
- Anthemis rigida subsp. liguliflora (Halácsy) Greuter: Sie kommt in Griechenland und Kreta vor.[4]
- Anthemis rigida subsp. rigida.